# Blas López
Blas Ramón López Medez (Piribebuy, Paraguay, 14 de marzo de 1984) es un exfutbolista paraguayo que jugaba como mediocentro y su último equipo fue Sport Huancayo de la Primera División del Perú, donde jugó por más de 9 años y medio, es considerado ídolo en este club y se retiró en el mismo en 2017.

## Trayectoria
Llegó en el 2009 al Sport Huancayo haciendo una buena campaña y clasificando a la Copa Sudamericana 2010 donde jugó y perdió  en un global de 9-2 frente a Defensor Sporting.

## Selección nacional
Ha sido internacional con la Selección de fútbol de Paraguay de la categoría Sub-17 y Sub-20, con la que disputó el Campeonato Sudamericano Sub-17 de 2001, la Copa Mundial de Fútbol Sub-17 de 2001, el Campeonato Sudamericano Sub-20 de 2003 y la Copa Mundial de Fútbol Juvenil de 2003.

### Participaciones en Copas del Mundo
| Mundial                                | Sede                   | Resultado        |
| -------------------------------------- | ---------------------- | ---------------- |
| Copa Mundial de Fútbol Sub-17 de 2001  | Trinidad y Tobago      | Primera fase     |
| Copa Mundial de Fútbol Juvenil de 2003 | Emiratos Árabes Unidos | Octavos de final |

## Clubes
| Club                  | País     | Año         |
| --------------------- | -------- | ----------- |
| Cerro Corá            | Paraguay | 1997 - 2001 |
| Libertad              | Paraguay | 2002 - 2004 |
| Deportes Puerto Montt | Chile    | 2004        |
| General Caballero     | Paraguay | 2005        |
| Libertad              | Paraguay | 2005        |
| 3 de febrero          | Paraguay | 2006        |
| Nacional              | Paraguay | 2006 - 2007 |
| 12 de Octubre         | Paraguay | 2007        |
| Aucas                 | Ecuador  | 2008        |
| Silvio Pettirossi     | Paraguay | 2008        |
| Sport Huancayo        | Perú     | 2009 - 2015 |
| River Plate           | Paraguay | 2016        |
| Sport Huancayo        | Perú     | 2016 - 2017 |

## Palmarés

### Distinciones individuales
| Distinción                                      | Año  |
| ----------------------------------------------- | ---- |
| Máximo asistidor del Campeonato Descentralizado | 2009 |